# Ersin (Russland)
Ersin (russisch und tuwinisch Эрзи́н) ist ein Dorf (selo) in der Republik Tuwa in Russland mit 3191 Einwohnern (Stand 14. Oktober 2010).

## Geographie
Der Ort liegt etwa 170 km Luftlinie südsüdöstlich der Republikhauptstadt Kysyl im östlichen Teil des Uws-Nuur-Beckens, am westlichen Fuß der Chorumnug-Taiga- und Sangilen-Gebirge, die die östliche Fortsetzung des Östlichen Tannu-ola-Gebirges darstellen. Er liegt etwa 30 km von der Staatsgrenze zur Mongolei entfernt am linken Ufer des Ersin, etwa 7 km oberhalb von dessen Mündung von rechts in den Tes-Chem.
Ersin ist Verwaltungszentrum des Koschuuns (Rajons) Ersinski sowie Sitz und einzige Ortschaft der Landgemeinde (selskoje posselenije) Ersinski sumon.

## Geschichte
Das 1937 als Saryg-Bulun gegründete Dorf wurde am 28. Juli 1941 Verwaltungssitz eines neugeschaffenen, nach dem Fluss benannten Koschuuns der damaligen Tuwinischen Volksrepublik und blieb dies auch nach dem Anschluss der Region an die Sowjetunion 1944. Am 23. August 1951 erhielt das Dorf seinen heutigen Namen, ebenfalls nach dem Fluss (bestätigt vom Obersten Sowjet der RSFSR am 20. März 1952). Vom 7. Januar 1963 bis 12. Januar 1965 war der Koschuun (Rajon) vorübergehend aufgelöst und sein Territorium dem Tes-Chemski rajon mit Sitz im 40 km nordnordwestlich gelegenen Samagaltai angeschlossen.

### Bevölkerungsentwicklung
| Jahr | Einwohner |
| ---- | --------- |
| 1959 | 989       |
| 1970 | 1568      |
| 1979 | 1882      |
| 1989 | 2707      |
| 2002 | 2977      |
| 2010 | 3191      |

Anmerkung: Volkszählungsdaten

## Verkehr
Ersin wird westlich von der föderalen Fernstraße R257 Jenissei umgangen, die von Krasnojarsk über die chakassische Hauptstadt Abakan, Kysyl und Samagaltai kommend weiter zum gut 50 km in südwestlicher Richtung entfernten Grenzübergang zur Mongolei führt (dort weiter nach Bajantes im Dsawchan-Aimag). In der Nähe des Dorfes zweigen Lokalstraßen zu den Dörfern Bulun-Baschy 4 km östlich, Naryn am linken Ersin-Nebenfluss gleichen Namens sowie Moren flussaufwärts am rechten Ufer des Ersin.
Südlich des Dorfes befindet sich ein kleiner Flugplatz (ICAO-Code UNYR), der seit den 1990er-Jahren nicht regulär angeflogen wird.

## Söhne und Töchter des Dorfs
- Swetlana Kurbatskaja (* 1937), Biogeographin und Hochschullehrerin